# Hinrich Rink
Hinrich Johannes Rink, född 26 augusti 1819 i Köpenhamn, död 15 december 1893 i Kristiania, var en dansk geograf av tysk börd. 
Rink blev 1838 student och vann 1843 Köpenhamns universitets guldmedalj för en prisuppgift i kemi. Åren 1845-47 deltog han på korvetten "Galathea" på den första danska världsomseglingen, undersökte jordlagren på Nikobarerna och skrev efter sin hemkomst Die Nikobarischen Inseln (1847). Åren 1848-51 reste han på Grönland för geografiska och geologiska undersökningar och utgav därom en fullständig beskrivning, Grønland (två band, 1852-57; tysk och engelsk översättning). Han utnämndes 1853 till inspektör i Julianehåbs distrikt; 1857 utsträcktes denna myndighet till södra Grönland, och sedan hälsoskäl 1868 tvungit honom att lämna Grönland, verkade han 1871-81 som direktör för den grönländska handeln. Han bosatte sig därefter i Kristiania.
Rink författade viktiga avhandlingar om Nord-Grønlands geognosi (1853), om Indlandsisen og isfjeldenes oprindelse (1854 och 1877) och Om Grønlands indland og muligheden af at berejse samme (1875). Han studerade dessutom noggrant inuiternas liv och utgav Eskimoiske eventyr og sagn (1866, supplement 1871) samt The Eskimo Tribes, Especially in Regard to Language, with a Comparative Vocabulary (1887). Han utverkade inrättandet av särskilda "forstanderskaber" för inuiter och befordrade till tryck de första alstren av grönländsk litteratur genom ett månadsblad sedan 1861.
Hans hustru Signe Rink (född 1836 på Grönland, död 1909), författade Koloniidyller fra Grønland (1888) och Kajakmænd, fortællinger af grønlandske sælhundefangere (1895).

## Utmärkelser
- Riddare av Dannebrogorden,  1862[4]

[Redigera Wikidata]